# تريبيسنجيسا
تريبيسنجيسا (السيريلية الصربية: Требишњица) هو نهر في البوسنة والهرسك. كان نهرًا غارقًا يبلغ طوله 96.5 كم (60.0 ميل) فوق سطح الأرض. يبلغ طوله الإجمالي 187 كم (116 ميل) فوق وتحت سطح الأرض، وهو أحد أطول الأنهار الغارقة في العالم.
في العصور القديمة الكلاسيكية، كان النهر يُعرف باسم أريون، حيث يرتفع ويغرق خلال مجراه قبل أن يطفو على السطح في أماكن مختلفة من نيريتفا إلى الساحل.

## الأصل
ينبع نهر تريبيسنجيسا بالقرب من بلدة بيليا. مصدر النهر هو نظام من ينابيع آبار قوية موزعة في منطقتين رئيسيتين من طبقات المياه الجوفية، جغرافيًا وهيدرولوجيًا متميزان وإن كانا قريبين نسبيًا من بعضهما البعض. في كلا المنطقتين، ترتفع مجموعة ينابيع الآبار من باطن الأرض، وتتكون كل منها من عدد من الينابيع الكبيرة الوفيرة.
الأول، على رأس النهر وعلى مشارف مدينة بيليزا، هو مجموعة ينابيع تريبيسنجيكا، التي تتكون من ثلاثة ينابيع كبيرة، مع ديجانوفا بيتشينا كمصادر أولية واثنان ثانويان.